# 哈里·德贝克
哈里·德贝克（英語：Harry DeBaecke，1879年6月9日—1961年11月6日），美国男子赛艇运动员。他曾代表美国参加1900年夏季奥林匹克运动会赛艇比赛，获得八人单桨有舵手金牌。